# Лямпино
Лямпино — деревня в Косинском районе Пермского края. Входит в состав Левичанского сельского поселения. Располагается южнее районного центра, села Коса. Расстояние до районного центра составляет 48 км. По данным Всероссийской переписи населения 2010 года, в деревне проживало 29 человек (15 мужчин и 14 женщин).

## История
До Октябрьской революции населённый пункт Лямпино входил в состав Чураковской волости, а в 1927 году — в состав Лямпинского сельсовета. По данным переписи населения 1926 года, в деревне насчитывалось 41 хозяйство, проживало 245 человек (123 мужчины и 122 женщины). Преобладающая национальность — коми-пермяки. Действовала школа первой ступени.
По данным на 1 июля 1963 года, в деревне проживало 144 человека. Населённый пункт входил в состав Чураковского сельсовета.